# フジテレビ金曜7時枠の連続ドラマ
フジテレビ金曜7時枠の連続ドラマ（フジテレビきんようしちじわくのれんぞくドラマ）は、フジテレビ系列局（一部を除く）が過去7期にわたって金曜 19:00 - 19:30 （日本標準時）に編成していたテレビドラマ放送枠である。

## 放送作品一覧
▲マークは海外作品。

### 第1期
- 青春ぶらんこ（1959年3月6日 - 12月11日）▲ - この後、海外アニメ『こぐまのカピー』を2週放送。
- アニーよ銃をとれ（1960年1月1日 - 1961年7月21日）▲
- 胸に輝く銀の星（1961年7月28日 - 1962年3月30日）▲
- テケテケおじさん（1962年4月6日 - 9月28日）▲
- ドラマ中断。この間は音楽番組（『歌であてまショー』）、海外特撮人形劇（『宇宙船XL-5→谷啓の宇宙冒険』）を放送。

### 第2期
- 忍者部隊月光（1964年1月3日 - 1965年12月31日） - 木曜19:00枠へ移動。
- ドラマ中断。この間はアニメ『遊星少年パピイ』（ここから江崎グリコ一社提供枠）『遊星仮面』『ロボタン』（第1作）、ゲーム番組『赤かて!白かて!』『赤白パネルマッチ』を放送。

### 第3期
- コートにかける青春（1971年9月3日 - 1972年8月25日）
- アイちゃんが行く!（1972年9月1日 - 1973年3月30日）
- GO!GOスカイヤー → GO!GOスカイヤー 大空の勇者（1973年4月6日 - 7月27日。ここまで江崎グリコ一社提供枠）
- ドラマ中断。この間はバラエティ番組『スターまねマネ大会』を放送。

### 第4期
- ボクは女学生（1973年10月5日 - 1974年3月29日）
- ボクは恋人（1974年4月5日 - 9月27日）
- 電人ザボーガー（1974年10月 - 1975年3月） - 土曜19:00枠から移動。1975年1月以降は再放送。その後は日曜11:00枠へ移動。
- ドラマ中断。この間はアニメ『ラ・セーヌの星』『ハックルベリィの冒険』『アンコール名作劇場 フランダースの犬』を放送。

### 第5期
- 怪人二十面相（1977年1月7日 - 7月8日）
- ドラマ中断。この間はプロレス番組『女子プロレス・真赤な青春』、クイズ番組『正解のないクイズ』、アニメ『ドカベン（再放送）』を放送。

### 第6期
- 翔んだカップル（1980年10月3日 - 1981年4月10日）
- 翔んだライバル（1981年4月17日 - 10月9日）
- 翔んだパープリン（1981年10月16日 - 1982年3月）
- 先生お・み・ご・と!（1982年4月16日 - 10月8日） - ここから『阪急ドラマシリーズ』（関西テレビ製作）。
- 青春INGS ゆう子とヘレン（1982年10月15日 - 1983年3月25日） - ここまで『阪急ドラマシリーズ』。
- ドラマ中断。この間はアニメ『ぼくパタリロ!』『ストップ!! ひばりくん!』『みゆき』を放送。

### 第7期
- クルクルくりん（1984年4月27日 - 9月21日）

## 参考資料
- 毎日新聞縮刷版[どれ?]